# Pháo (rapper)
Nguyễn Diệu Huyền (sinh ngày 28 tháng 3 năm 2003), thường được biết đến với nghệ danh Pháo hay Pháo Northside, là một nữ rapper và ca sĩ kiêm nhạc sĩ sáng tác ca khúc người Việt Nam. Cô bắt đầu được biết đến rộng rãi qua ca khúc "2 phút hơn" (2020). 
Kể từ khi ra mắt, Pháo đã nhận hai đề cử tại giải Cống hiến, cũng như nhận ngôi á quân tại chương trình King of Rap vào năm 2020.

## Cuộc đời và sự nghiệp
Pháo sinh ngày 28 tháng 3 năm 2003 tại Tuyên Quang với tên khai sinh là Nguyễn Diệu Huyền. Cô đã chọn nghệ danh Pháo vì nó tượng trưng cho đam mê, mặc dù trong một cuộc phỏng vấn, cô đã nói rằng nó bắt nguồn từ tên của một nhân vật trong bộ phim sitcom Kim Chi Cà Pháo. Huyền là sinh viên trường Cao đẳng Nghệ thuật Hà Nội vào năm 2020.
Pháo chia sẻ về con đường đến với Rap, trên báo Thể thao & Văn hóa.
Pháo bắt đầu tham gia nghề rap vào năm 2018 và từng ngưỡng mộ Cardi B và Kimmese. Cô không được công chúng biết đến cho đến khi ca khúc "2 phút hơn" (hợp tác với nhà sản xuất kiêm DJ người Việt Nam Masew) được ra mắt, thu hút hơn 30 triệu lượt xem. Bản phối của bài hát do Kaiz thực hiện đã phổ biến toàn cầu và dẫn đầu bảng xếp hạng âm nhạc Shazam. Cô cũng từng tham gia chương trình King of Rap 2020, và nhận giải á quân cùng RichChoi & Tuimi. Năm 2021, cô phát hành phiên bản mới của ca khúc "2 phút hơn" với rapper người Mỹ gốc Việt Tyga.
Năm 2024, Pháo tham gia Sao nhập ngũ 2024, và là khách mời chặng Điện Biên của mùa lễ hội 2 trong chương trình 2 ngày 1 đêm. Năm 2025, cô góp giọng trong bài hát "Cái đẹp" cùng với Tlinh và Pháp Kiều, nằm trong album WeChoice Awards 2024: Việt Nam tôi đó. Ngày 21 tháng 3 cùng năm, cô bất ngờ cho ra mắt ca khúc "Sự nghiệp chướng" với nội dung ẩn ý về những tranh cãi xoay quanh đến chuyện tình ái của ViruSs. Cũng trong năm 2025, cô tham gia chương trình Em xinh "say hi".

## Đời tư
Pháo và rapper Tez từng công khai hẹn hò từ 2020. Năm 2023, Tez viết ca khúc thay lời tạm biệt Pháo và biểu diễn trên sân khấu Rap Việt. Cặp đôi chia tay sau ba năm bên nhau.

## Danh sách đĩa nhạc

### Đĩa đơn
- 2 phút hơn (2020)
- Một ngày chẳng nắng (2023)
- Là em (2024)
- Sự nghiệp chướng (2025)[13]

### Album
- Pháo (live from GENfest 23)

### Hợp tác
- Cái đẹp (cùng Tlinh và Pháp Kiều, 2024)[11]

## Danh sách chương trình truyền hình
| Năm  | Chương trình      | Kênh | Vai trò              | Ghi chú                                          |
| ---- | ----------------- | ---- | -------------------- | ------------------------------------------------ |
| 2020 | King of Rap 2020  | VTV3 | Thí sinh             | Nhận giải Á quân                                 |
| 2024 | Sao nhập ngũ 2024 | QPVN | Nhân vật trải nghiệm | Đồng hạng 3 cùng Mie, Kim Cương, Uyển Ân, MisThy |
| 2024 | 2 ngày 1 đêm      | HTV7 | Khách mời            | Khách mời chặng Điện Biên                        |
| 2025 | Em xinh "say hi"  | HTV2 | Thí sinh             |                                                  |

## Sự cố
Vào ngày 18 tháng 4 năm 2025, kênh YouTube với hơn 650.000 người theo dõi của Pháo đã bị tin tặc tấn công, thay ảnh bìa, logo và livestream quảng cáo tiền điện tử. Sau đó 4 ngày, Kênh YouTube của Pháo xuất hiện trở lại trên YouTube.

## Giải thưởng
| Năm  | Giải thưởng                   | Hạng mục                           | Đề cử    | Kết quả |
| ---- | ----------------------------- | ---------------------------------- | -------- | ------- |
| 2021 | Giải thưởng âm nhạc Cống hiến | Nghệ sĩ mới của năm                | Bản thân | Đề cử   |
| 2024 | Giải thưởng âm nhạc Cống hiến | Nữ ca sĩ của năm                   | Bản thân | Đề cử   |
| 2024 | WeChoice Awards               | Ca sĩ/ Rapper có hoạt động đột phá | Bản thân | Đề cử   |

### Vinh danh
- Á quân King of Rap 2020.[8]